# القرم (مترو باريس)
القرم (بالفرنسية: Crimée)‏ هي محطة مترو تابعة لمترو باريس تقع في فرنسا في الدائرة التاسعة عشرة في باريس.[بحاجة لمصدر]